# Pleasures of the Rich

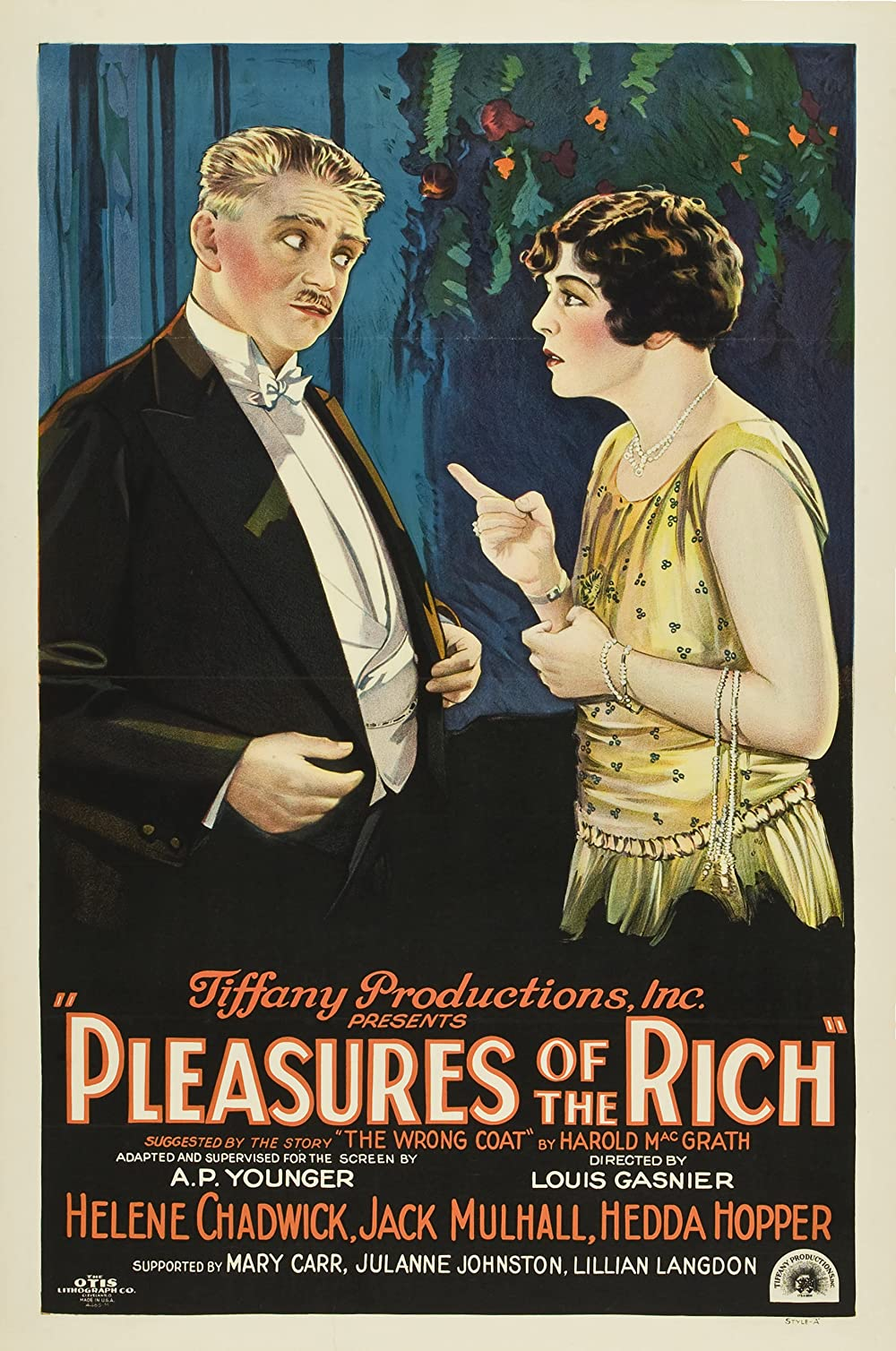
Affiche du film datant de 1926

Pleasures of the Rich est un film américain réalisé par Louis Gasnier et sorti en 1926.

## Synopsis
Un riche épicier est attiré par une femme, délaissant son épouse.

## Fiche technique
- Réalisation : Louis J. Gasnier
- Scénario : A. P. Younger d'après The Wrong Coat de Harold McGrath
- Production : Tiffany Productions
- Producteur : A. P. Younger
- Durée : 70 minutes
- Date de sortie : 
  - États-Unis :février 1926

## Distribution
- Helene Chadwick : Mary Wilson
- Jack Mulhall : Frank Clayton
- Hedda Hopper : Mona Vincent
- Mary Carr : Kate Wilson
- Marcin Asher : Henry 'Pushcart' Wilson
- Lillian Langdon : Mme Clayton
- Dorothea Wolbert : Maggie
- Julanne Johnston : Phylliss Worthing
- Katherine Scott : Mme Worthing